# خانه عطاریان
خانه عطاریان مربوط به اواخر دوره قاجار است و در مشهد، خیابان آزادی، آزادی۸، اولین منزل دست راست واقع شده و این اثر در تاریخ ۱۲ تیر ۱۳۸۴ با شمارهٔ ثبت ۱۲۰۶۴ به‌عنوان یکی از آثار ملی ایران به ثبت رسیده است.